# Kangerlussuaq (fjord Zuidwest-Groenland)
Kangerlussuaq, oude Deense naam Søndre Strømfjord, is een fjord in Groenland. De fjord aan de westkust van Groenland is ongeveer 180 kilometer lang. Aan het de noordoostelijke uiteinde liggen de internationale luchthaven van Groenland en het dorp Kangerlussuaq. Sommige cruiseschepen bevaren de fjord, waaronder de Groenlandse Arctic Umiaq Line.